# The House on the Hill
The House on the Hill è il terzo album degli Audience, pubblicato dalla Charisma Records nel maggio 1971.

## Tracce
Lato A
1. Jackdaw – 7:20 (Howard Werth, Keith Gemmell)
2. You're not Smilin' – 5:20 (Howard Werth, Keith Gemmell)
3. I Had a Dream – 4:18 (Howard Werth, Trevor Williams)
4. Raviolé – 3:40 (Howard Werth)

Lato B
1. Nancy – 4:13 (Howard Werth, Trevor Williams)
2. Eye to Eye – 4:30 (Howard Werth, Trevor Williams)
3. I Put a Spell on You – 4:12 (Screamin' Jay Hawkins)
4. The House on the Hill – 7:31 (Howard Werth, Trevor Williams)

Edizione CD del 1991, pubblicato dalla Virgin Records CAS CD 1032
1. Jackdaw – 7:28 (H. Werth, K. Gemmell)
2. You're not Smiling – 5:12 (H. Werth, K. Gemmell)
3. I Had a Dream – 4:17 (H. Werth, T. Williams)
4. Raviolé – 3:38 (H. Werth)
5. Nancy – 4:14 (H. Werth, T. Williams)
6. Eye to Eye – 2:30 (H. Werth, T. Williams)
7. I Put a Spell on You – 4:08 (Screamin' Jay Hawkins)
8. The House on the Hill – 7:27 (H. Werth, T. Williams)
9. Indian Summer – 3:16 (H. Werth, T. Williams) – Bonus Track

## Musicisti
- Howard Werth - chitarra elettrica, voce
- Keith Gemmell - sassofono tenore, clarinetto, flauto
- Trevor Williams - basso
- Tony Connor - percussioni, vibrafono

Musicista aggiunto
- Gus Dudgeon - maracas, cowbell, direttore musicale
- Robert Kirby - arrangiamenti (strumenti a corda) solo nel brano A4